# Proteïna ADNP
La proteïna neuroprotectora depenent de l'activitat, coneguda com a ADNP (de l'anglès activity-dependent neuroprotective protein), és una proteïna que ajuda a controlar l'expressió de gens per mitjà de la remodelació de la cromatina. Dit d'una altra manera, contribueix a canviar la col·locació de l'ADN per tal d'afavorir-ne la transcripció de determinades parts. És essencial per a la formació del cervell i per a la seva correcta funcionalitat, així com per la regulació de l'expressió dels gens en diversos dels altres òrgans i sistemes del cos.

## Descobriment
L'ADNP va ser descoberta l'any 1999. En un inici, el gen que la codifica es va identificar com a un gen de resposta al VIP (vasoactive intestinal peptide) durant el desenvolupament postnatal del cervell. Els seus descobridors es van adonar que l'ARN missatger que codifica l'ADNP s'expressa de forma abundant en zones com l'hipocamp, l'escorça cerebral i el cerebel, la qual cosa feia palesa la importància de l'ADNP en el metabolisme del cervell.
En aquest mateix estudi, a partir de cèl·lules diferenciades de carcinoma de ratolí P19 es va obtenir un clonatge del gen ADNP. Per tal de fer-ho es va aprofitar del fet que en presència d'àcid retinoic aquestes cèl·lules són capaces de diferenciar-se en cèl·lules glials, que formen part del sistema nerviós. Dos anys més tard, a partir de l'obtenció d'una cadena complementària d'ADN d'un cervell humà fetal es va clonar el gen ADNP humà. En comparar ambdós clonatges (l'humà amb el de ratolí), es va observar que els fragments d'ARN missatger de les dues mostres presentaven una semblança del 90%. Això demostrava que el gen ADNP s'havia conservat al llarg de l'evolució.

## Mecanisme d'acció

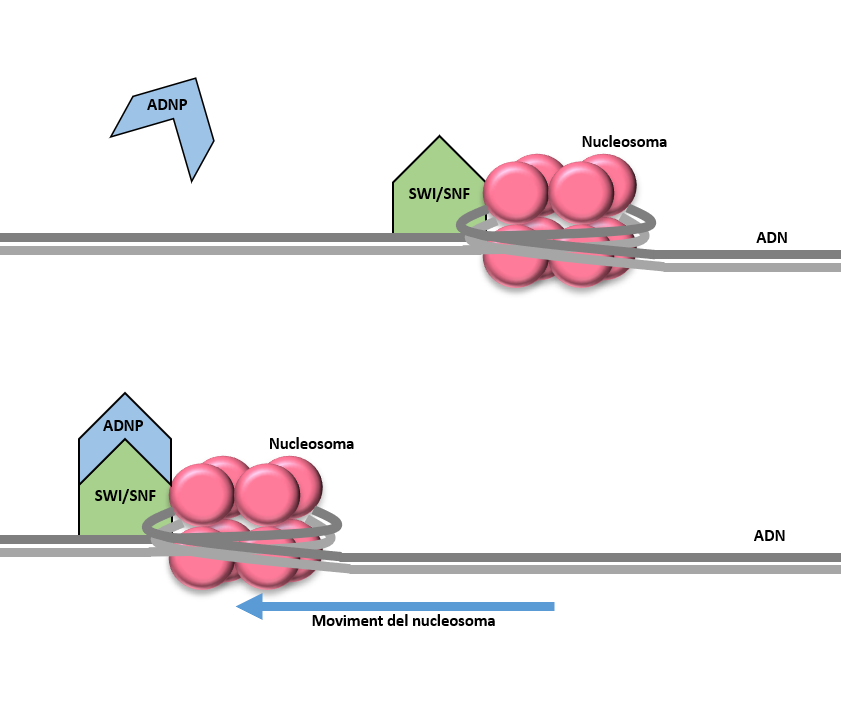
Mecanisme d'acció de l'ADNP

L'empaquetament de la cromatina és un dels factors que condiciona l'expressió dels gens; els de les zones molt densament empaquetades tendeixen a expressar-se menys. L'ADNP és capaç d'interaccionar amb uns grups de proteïnes anomenats complexos SWI/SNF. Aquests poden reposicionar els nucleosomes, que són estructures formades per octàmers d'histones al voltant de les quals queda embolicat l'ADN. El canvi en l'estructura de la cromatina fa que alguns gens canviïn de zona i, de retruc, que passin a ser transcrits amb més o amb menys freqüència.

## Funció biològica
Aquesta proteïna té un paper clau en la regulació de les funcions de diverses parts del cos dels humans i d'altres espècies d'animals. És el cas del cervell, els ulls, el sistema respiratori, l'aparell digestiu, el sistema endocrí o l'aparell reproductor.
La seva funció principal és la correcta regulació dels gens relacionats amb el desenvolupament cerebral. D'una banda, el seu paper en la diferenciació cel·lular la fa ser clau en la neurogènesi, el procés pel qual es generen neurones a partir de cèl·lules mare neuronals. A més a més, és essencial pel tancament del tub neural (el precursor en els embrions del sistema nerviós central), atès que evita la síntesi de complexos de degradació contra la proteïna β-Catenina, que col·labora en el desenvolupament embrionari. La formació d'aquests complexos faria que la concentració β-Catenina es reduís massa i els gens que regulen la formació del tub neural podrien ser desequilibrats.

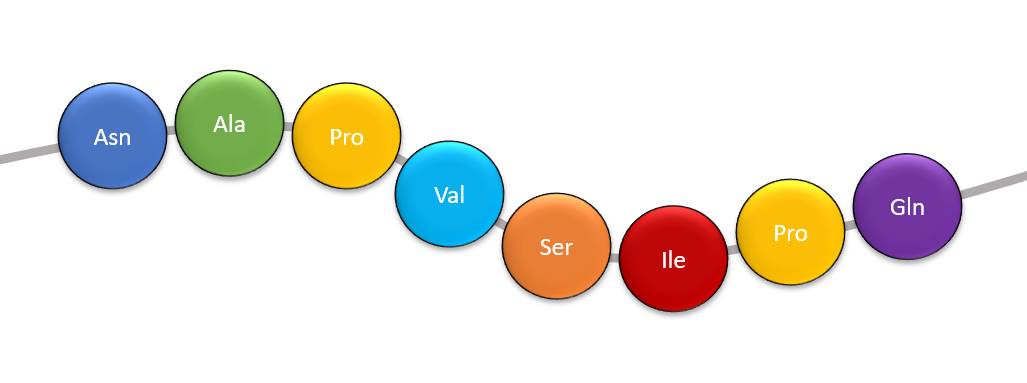
Pèptid NAP

També juga un paper important en el desenvolupament i funcionalitat de la retina i la còrnia de diverses espècies d'animals. Concretament, el pèptid NAP (una seqüència de vuit aminoàcids que forma part de la proteïna) ha demostrat incrementar la supervivència de les cèl·lules ganglionars de la retina. D'altra banda, aquest mateix pèptid és neuroprotector i en ratolins ha demostrat revertir la pèrdua de memòria a curt termini, de manera que actualment s'està estudiant si podria contribuir a combatre la malaltia d'Alzheimer.
A més, s'ha descobert que la sobreexpressió d'ADNP fa disminuir els nivells de la proteïna p53, la qual indueix l'apoptosi. Per tant, una mala regulació dels gens que codifiquen l'ADNP evitaria la mort cel·lular, cosa que podria provocar l'aparició de tumors.

## Estructura
En total, està formada per una seqüència de 1102 aminoàcids i té un pes molecular aproximat de 123,56kDa. Cal destacar que conté diversos dominis de dits de zinc; parts molt estables que interaccionen amb l'ADN i que es formen principalment entre cisteïnes, histidines i ions de zinc.
Una seqüència de vuit d'aquests 1102 aminoàcids formen el ja esmentat pèptid NAP. Amb un pes molecular de 824,9g/mol, es tracta del fragment actiu neuroprotector més petit de l'ADNP. A més, va ser la primera part de pla proteïna en ser identificada a partir de tècniques de clonació i expressió, de manera que fou crucial pel seu descobriment.
La proteïna és codificada en un gen amb el seu mateix nom; el gen ADNP. Es tracta d'una seqüència de quaranta quilobases localitzada al cromosoma 20 i que conté cinc exons i quatre introns. Tanmateix, els seus principals dominis funcionals, entre els quals la seqüència NAP, es troben al cinquè exó.

## Malalties associades

### Síndrome d'ADNP
També anomenada síndrome de Helsmoortel-Van der Aa, és un trastorn genètic causat per una mutació al gen d'ADNP que afecta el neurodesenvolupament. Normalment (en el 97% dels casos registrats), la mutació del gen es dona de novo, és a dir, de manera espontània i sense que n'hi hagi hagut cap antecedent familiar. Es tracta d'una malaltia minoritària que pateixen, aproximadament, una de cada 100.000 persones. Es considera una variant de l'autisme, i en provoca un 0,17% del total de casos.
Les seves principals característiques clíniques inclouen hipotonia, retard en el desenvolupament o discapacitat intel·lectual, entre d'altres. També provoca trets facials característics, com ara un front ample i gran, naixement del cabell anterior alt, malformacions a les orelles o un pont nasal ample amb nas curt. A més, patir aquesta síndrome comporta dificultats en les interaccions socials i en la psicomotricitat. La majoria dels qui en són diagnosticats han de menester algun tipus de suport, com pot ser el cas de seguiment perllongat per part d'especialistes mèdics, acompanyament de vetlladors a l'escola i plans acadèmics individualitzats, entre d'altres.

### Càncer
En el context oncològic, l'ADNP està implicada en diversos tipus de càncer, en gran manera a causa del ja mencionat fet que fa disminuir la concentració de proteïnes proapoptòtiques com la p53. D'altra banda, en el càncer d'ovari serós d'alt grau (HGSOC), l'ADNP ha estat identificat com un mediador oncogènic de la progressió del cicle cel·lular. També es presenta amplificadament i sobreexpressadament en el HGSOC amb mal pronòstic i desregula els punts de control del cicle cel·lular, promovent així la proliferació cel·lular. L'ADNP també s'ha associat al carcinoma hepatocel·lular (HCC), on exerceix un paper en la infiltració immune i la seva radiosensibilitat i influeix negativament en el pronòstic dels pacients.